# 维斯比城墙
维斯比城墙（瑞典語：Visby ringmur，意为“维斯比环墙”又称Visby stadsmur，意为“维斯比城墙”）是环绕在瑞典哥得蘭島小城维斯比上的一道城墙，建于中世纪时期。作为斯堪的纳维亚半岛最坚固，范围最广和保存最完好的中世纪城墙，该城墙是维斯比作为世界文化遗产的重要部分。